# Žarko Petrović
Žarko Petrović (em sérvio:  Жарко Петровић; Novi Sad, 27 de outubro de 1964 — Novi Sad, 2 de abril de 2007) foi um jogador de voleibol da Sérvia que competiu pela Iugoslávia nos Jogos Olímpicos de 1996.
Em 1996, ele fez parte da equipe iugoslava que conquistou a medalha de bronze no torneio olímpico, no qual atuou em todas as oito partidas.